# Cithareloma
Cithareloma es un género  de plantas pertenecientes a la familia Brassicaceae.   Comprende 5 especies descritas y de estas, solo 2 aceptadas.

## Descripción
Son hierbas anuales, escasamente ramificadas, erectas a ascendentes, con pelos estrellados. Hojas simples, las inferiores, ovadas a ovado-oblongas, las superiores similares a linear-oblongas, subsésiles o sésiles,  ápice redondeadas. Las inflorescencias en racimos con pocas flores, laxas. Flores mediocres, blanquecinas, lila o de color naranja. Sépalos erectos. Pétalos  dos veces más largos que los sépalos, obovadas-oblongas, con garras, ápice entero. El frutos es una silicua oblonga, comprimida, bilocular, dehiscente, el ápice y la base ± redondeados; válvas pubescentes, con pelos cortos estrellados, semillas orbiculares, comprimidas, estrechamente aladas.

## Taxonomía
El género fue descrito por Alexander von Bunge y publicado en Delectus Seminum Horti Botanicus 1843: 6. 1843.
Etimología
Cithareloma: nombre genérico que deriva del griego  kithara = "cítara" , instrumento musical antiguo griego y loma = "segmento", en referencia a la forma de la fruta.

## Especies aceptadas
A continuación se brinda un listado de las especies del género Cithareloma aceptadas hasta septiembre de 2013, ordenadas alfabéticamente. Para cada una se indica el nombre binomial seguido del autor, abreviado según las convenciones y usos.
- Cithareloma lehmannii Bunge
- Cithareloma vernum Bunge